# 루이지애나 헤이라이드
《루이지애나 헤이라이드》(Louisiana Hayride)는 루이지애나주 슈리브포트의 슈리브포트 시립 기념 강당에서 방송된 컨트리 음악 라디오, 텔레비전 쇼이다. 1948년에서 1960년간 미국의 컨트리, 웨스턴 음악 거장의 진출을 도왔다. 엘비스 프레슬리가 1954년 라디오 프로그램에서 등장했고 1955년 3월 3일 텔레비전 프로그램에서 등장했다. 엘비스의 텔레비전 출연은 이때가 처음이었다.
《헤이라이드》는 1955년 ABC의 《오자크 주벌리》가 방영되기 전까지 내슈빌의 《그랜드 올 오프리》 다음으로 뜻깊었다. 동시대 쇼가 입지 있는 스타들을 선보인 것과 다르게, 《헤이라이드》는 사실상 무명이었던 현재들을 다루어 많은 관중들 앞에 노출시켰다. 행크 윌리엄스, 웹 피어스, 키티 웰스, 지미 데이비스, 윌 스트라한, 슬림 휘트먼, 플로이드 크래머, 소니 제임스, 행크 스노, 패론 영, 조니 호튼, 짐 리브스, 클로드 킹, 지미 마틴, 조지 존스, 존 앤 더 스리 와이스 멘, 조니 캐시, 프랭키 밀러, 텍스 리터, 카우보이 잭 헌트 & 리틀 헌트 오브 더 리듬 랜치 핸드, 챗 스터키, 레프티 프리젤 등이 《헤이라이드》를 거쳤다.

## 역사
이 쇼의 제목은 제작자가 하넷 토마스 케인이 루이지애나 주립 대학 총장 제임스 먼로 스미스, 전 루이지애나 건물 관리자 조지 A. 칼드웰을 구금시킨 1939년과 1940년의 "루이지애나 스캔들"의 조사를 기록한 책에서 따왔다. 1948년 4월 3일 슈리브포트 시내에 있는 시립 강당에서 첫 방송이 개시되었다. 호레이스 로건이 초대 프로듀서와 사회자를 겸했다. 개국 방송의 음악가 출연진들로는 베일스 브라더스, 조니 앤 잭, 더 테네시 마운틴 보이스 위드 키티 웰스, 더 포 디콘스, 컬리 킨시 앤 더 테네시 리지 러너스, 하미 스미스, 더 오자크 마운테니어스, 더 머시 브라더스, 텍스 클림슬리 앤 더 텍사스 쇼보이스가 있었다.
그로부터 얼마 되지 않아 동명의 브로드웨이 뮤지컬로 제작돼 이목을 끌었다. 개국에서 일 년이 지났을 뿐이지만 공전의 유명세를 획득하여 지방의 총 25개 방송국 방송망이 쇼의 일부가 방송되도록 신설했으며, 심지어 해외의 군 라디오에서도 청취되었다. 프로그램의 중심 방송국은 슈리브포트의 KWKH/1130였다. 《루이지애나 헤이라이드》의 명성은 미국 각지에서 다양한 아류의 발로로 이어졌으며, 가장 모모한 것은 신시내티의 WLW 라디오로서 후일 텔레비전으로 방송되는데, 이것은 《미드웨스트 헤이라이드》로 명명되었다.
호레이스 로건은 1957년까지 《헤이라이드》의 프로듀서로 재직했다. 로건은 1999년에 쇼에 대한 책을 발간했다. 이 책은 《퍼블리셔 위클리》나 《커커스 리뷰》 따위의 평론가들에게 호평을 받았다.

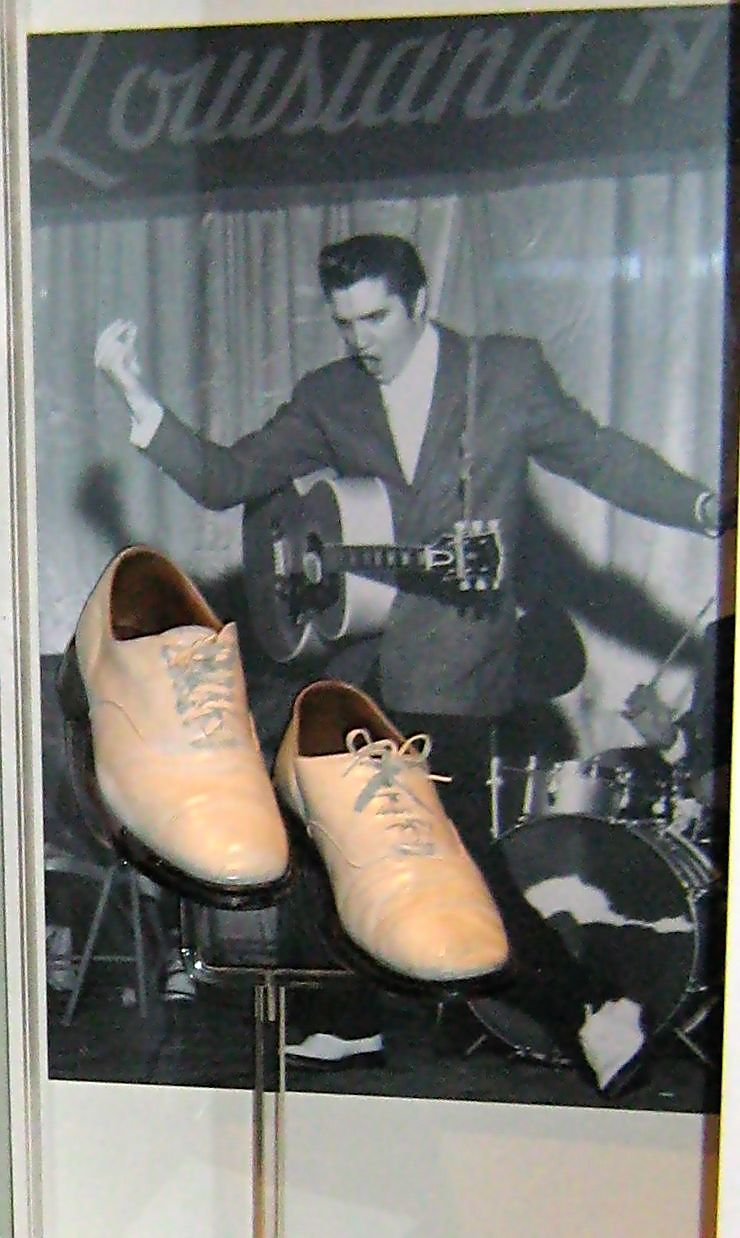
《루이지애나 헤이라이드》 출연 시에 엘비스가 착용한 부츠

1954년 중반 《헤이라이드》는 영국 스코티시 포스 라디오 네트워크의 AFN 퍼시픽 채널을 통해 매주 토요일 30분간 스페셜 쇼를 방송했다. 금년 10월 16일 엘비스 프레슬리가 라디오 프로그램에 출연했다. 프레슬리는 선 레코드에서 출판한 〈That's All Right〉을 공연했지만, 사회자 프랭크 페이지에 의하면 미온한 호응을 받았다. 그럼에도 프레슬리는 향후 공연을 기약하는 1년 계약에 성공했다. 1956년 마지막으로 출연했을 적에 프레슬리는 몹시 유명해져 있었다. 사회자 호레이스 호건이 청중을 향해 "엘비스는 건물을 떠났습니다(Elvis has left the building)"라고 발표한 것은 훗날 유명한 구절이 되었다.
머지않아 로큰롤은 음악시장을 장악하고 1960년 8월 27일에 《헤이라이드》는 정규 방송을 중단한다. 단, '루이지애나 헤이라이드' 명칭 자체는 1960년대 패키지 순회공연의 이름으로 이용되었지만, 이것도 1969년에 완전히 종식된다. 1974년 8월 슈리브포트 사업가 데이비드 켄트가 《헤이라이드 U.S.A.》 제하에 컨트리 음악 쇼를 출범하는데, 1975년 KWKH에게 이름 사용을 허가 받아 《루이지애나 헤이라이드》로 개칭한다. 보시어 시의 극장식 식당에서 새 《헤이라이드》는 라디오 포맷으로 제작돼 1987년까지 운영되었다. 피들 선풍을 일으킨 쇼키 타부치와 유명 컨트리 가수 린다 데이비스를 발굴하는 성과를 거두었다.
2009년 《헤이라이드》는 루이지애나 음악 명예의 전당에 헌액되었다. 동년 《헤이라이드》의 이름과 상표권에 대한 수년간의 소송전 끝내 연방 법원은 마가렛 루이스 워릭이 이름의 권리를 갖는다고 판결했다. 2012년 5월 31일부로 KWKH는 《헤이라이드》 시대를 환기하는 컨트리 음악 방송을 중단하고 스포츠 형식으로 전향했다.
2017년 10월 599회의 헤이라이드 공연을 담은 20개 CD 구성의 《At the Louisiana Hayride Tonight》가 베어 패밀리 레코드를 통해 출판되었다. 헤이라이드의 내력에 대한 책도 수록돼 있다. 행크 윌리엄스의 〈Jambalaya (On the Bayou)〉의 미발표 실황 음원도 취입돼 있다. 센테너리 칼리지 오브 루이지애나의 기록 관리자 크리스 브라운의 기록물도 수록돼 있다.

## 참고 문헌
- The Louisiana Hayride Years: Making Musical History in Country's Golden Age by Horace Logan – (1999) St. Martin's Press (ISBN 0-312-20661-5)